# 羅拔·辛克
羅伯特·費特歷·辛克（Robert Frederick Sink，1905年4月3日—1965年12月13日），中將，為第二次世界大戰期間的美國陸軍軍官，以指揮第101空降師506傘兵團而聞名，此外亦曾經參加過韓戰和早期的越戰。辛克中將在以二次大戰歐洲戰場為主題的電視劇《雷霆傘兵》內由代爾·戴上尉（自美軍退伍並擔任多集戰爭片技術顧問）飾演。

## 早期生涯
辛克出生在北卡羅來納州列克星敦，年少時就讀於杜克大學，之後獲得美國軍事學院亦即西點軍校的取錄，1927年畢業，展開其後三十四年的軍旅生涯。畢業後的辛克被派遺到喬治亞州，出任第8步兵團的步兵少尉。
在隨後的數年時間裡，辛克在不同的陸軍單位服役過：1929年前赴中美洲國家波多黎各加入第65步兵團，1932年在陸軍生化戰學院的課程完成後便轉到第34步兵團。翌年組織賓夕凡尼亞州平民防衛軍後再次回到第34步兵團，直至1935年前往喬治亞州本寧堡陸軍步兵學校進修。
1937年11月，經過駐守菲律賓第57步兵團的海外勤務，辛克回到美國後獲得了上級的賞識，在亞利桑那州華楚卡堡的第25步兵團穩定地擔任連長，同時開始涉足團部的籌劃和決策工作。

## 第二次世界大戰
1940年歐洲戰線的戰事剛爆發不久，辛克自願當上傘兵，主動提出調到本寧堡的第501傘兵營。在那裡，他不單止取得空降兵資格，更成為優秀的皇牌跳傘員。翌年1月升少校，擔任503傘兵營營長，任內把傘兵營的規模擴充為團。1942年2月，再升一級為中校。
1942年7月，師部正為喬治亞州托科阿營新成立的第506傘兵團尋找一名適當的指揮官人選，結果辛克屏雀中選，獲任命為第506傘兵團團長；同年冬天，升上校。
當托科阿營的訓練馬上就要完結，第506傘兵團即將開赴歐洲西線戰場配合諾曼地登陸行動之時，辛克上校在大眾刊物《讀者文摘》看到一篇文章，內容是講述日本陸軍某個單位打破了行軍前進最快的世界紀錄。但辛克不以為然，確信自己的部隊可以做得更好，於是他決定讓旗下第二營將士步行118英里的距離前往喬治亞州首府亞特蘭大。這次旅程前後用了75個小時零15分鐘，其中33.5小時的時間都是在行軍旅途上，而營中556個士兵裡只有12人未能行畢全程；此外30名營部軍官亦都完成全程，包括他們的指揮官辛克上校本人。喬治亞州當地的報紙很快便以這單新聞作頭條大肆報導，使許多亞特蘭大市民在隊伍進入到市中心五角地段時夾道歡呼，表達對506傘兵團第二營士兵的支持。刻苦的特訓不單培養出第506傘兵部隊對體能的自信，同時也提升了團裡對辛克上校的肯定和信賴。
由此，辛克上校在開戰後一直統率著第506傘兵團在各地作戰，成為整場第二次世界大戰裡面506傘兵團唯一的指揮官。除了分別參與D-day和市場花園行動的跳傘降落之外，亦隨團在極度嚴寒的巴斯托涅指揮整場突出部之役。為了繼續留在506傘兵團，辛克上校在戰事期間更不惜兩度拒絕晉升，因此該團有時被稱之為「Five-Oh-Sink」而並非「Five-Oh-Six」，辛克上校在軍隊中受擁戴的程度可見一斑。
另外，他與團內的一眾部下也關係融洽，特別和理查德·溫特斯少校交情不淺。

## 大戰以後
隨著日軍投降，東線戰事亦告結束，辛克立即在1945年8月12日調升為506傘兵團之上第101空降師的助理師長。同年12月，他利用回到美國的一個月時間，在西點軍校擔任教官訓練步兵特遣隊。1948年8月，升少將，進入華盛頓的國立戰爭學院深造。翌年6月畢業後，辛克少將獲派為琉球司令，負責處理太平洋西部日本列島的戰後問題。同年10月，調升陸軍參謀。1951年1月，駐韓美軍的第7步兵師急需資歷豐富的副師長，辛克即前往赴任。至年底，回國出任肯塔基州第11空降師的副司令。
1953年2月，在加州羅拔斯營擔任第7裝甲師司令；11月時，轉到華盛頓接掌第44步兵師。由於領導傘兵部隊的閱歷深厚，1954年10月在故鄉北卡羅來納州參與空降部隊聯合委員會的職務。
1955年初出發前往巴西里約熱內盧履行雙重要職，4月開始擔任巴西美國聯合軍事委員會上的美國代表團董事長；同時在駐巴西美軍顧問團（MMAG）中作為陸軍首席代表。1957年兩國的交流任務完畢，辛克回到美國接下第18空降軍軍長職務。
1958年5月，出任美國陸軍戰略軍（STRAC）的最高指揮官，翌年最後一次接受晉升。在完成巴拿馬地區美軍總司令的職務之後，辛克中將在1961年退役，四年後在故鄉北卡羅來納州逝世，遺體安葬於阿靈頓國家公墓。

## 家庭
辛克將軍與再婚的妻子育有三名子女，另有兩名過繼子女。

## 勳章

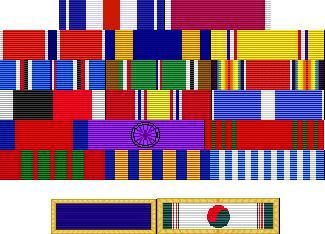
辛克中將的勳表

### 美軍頒授
1. 銀星勳章
2. 功績勳章
3. 銅星勳章
4. 航空勳章
5. 本土防禦服役勳章
6. 美國本土戰功勳章
7. 歐-非-中東戰功勳章
8. 二戰勝利勳章
9. 陸軍佔領軍勳章
10. 國防服役勳章
11. 韓國服役獎章
12. 美國總統部隊嘉許獎（巴斯托涅突出部之戰）
13. 戰鬥步兵徽章（英语：Combat Infantryman Badge）
14. 高級傘兵徽章（英语：Parachutist Badge (United States)）

### 同盟國頒授
1. 金十字英勇勳章（英國）
2. 利奧波特勳章（英语：Order of Leopold (Belgium)）（比利時）
3. 英勇十字勳章（比利時）
4. 英勇十字勳章（法國）
5. 銅獅勳章（英语：Bronze Lion）（荷蘭）
6. 聯合國韓戰獎章（英语：United Nations Korea Medal）
7. 大韓民國總統部隊獎（英语：Republic of Korea Presidential Unit Citation）（韓國）
8. 騎兵勳章（比利時）

## 晉升
以下按時序地列出羅拔·辛克由西點軍校畢業到成為三星中將的晉升歷程。
1. 陸軍少尉（常規），1927年  6月 14日
2. 陸軍中尉（常規），1933年  8月 31日
3. 陸軍上尉（常規），1937年  6月 13日
4. 陸軍少校（戰時），1941年  1月 31日
5. 陸軍中校（戰時），1942年  2月  1日
6. 陸軍上校（戰時），1942年 11月  3日
7. 陸軍少校（常規），1944年  6月 14日
8. 陸軍少將（戰時），1948年 4月 11日
9. 陸軍中校（常規），1948年 7月 15日
10. 陸軍准將（戰時），1951年 2月 13日
11. 陸軍上校（常規），1951年 3月 23日
12. 陸軍准將（常規），1955年 4月 11日
13. 陸軍少將（常規），1955年 4月 14日
14. 陸軍中將（戰時），1959年 9月 8日

## 逸事
位於喬治亞州托科阿（Toccoa）附近的科拉其山（Currahee）曾經是第101空降師506傘兵團長跑訓練時的地點，該處上山的行人道現在命名為「羅拔·辛克上校紀念徑」（The Col. Robert Sink Memorial Trail）。

## 大眾文化
2001年由英國廣播公司、HBO聯合放映的電視連續劇《雷霆傘兵》（Band of Brothers）引起巨大迴響，亦令辛克中將和他領導的第101空降師506傘兵團的事蹟廣為人知。在劇中，辛克的角色由越戰老兵、退役海軍陸戰隊上尉代爾·戴扮演，造型維妙維肖之餘，他同時也充當劇組的軍事顧問。
除了雷霆傘兵之外，1977年英國電影《英雄塚》（A Bridge Too Far）裡面，荷李活老牌影星伊利奧·高德所飾的「Colonel Robert Stout」一角亦是以辛克中將為藍本。